# Argyrochosma chilensis
Argyrochosma chilensis är en kantbräkenväxtart som först beskrevs av Fée och J. Remy, och fick sitt nu gällande namn av Michael D. Windham. Argyrochosma chilensis ingår i släktet Argyrochosma och familjen Pteridaceae. Inga underarter finns listade.